# Jim Brithén
Jim Hans Brithén, född som Persson 19 april 1956 i Ängelholm, är en svensk ishockeytränare och tidigare ishockeyspelare, som även är politiskt aktiv i Ängelholms kommun.

## Biografi

### Ishockeyspelaren
Som ishockeyspelare var Brithén främst knuten till Rögle BK, där han spelade från 1972 till 1985 med avbrott 1975–1976 och 1977–1978 för spel för Malmö IF respektive Väsby IK. Han spelade som högst i Division 1 (Malmö IF, Väsby IK samt 1982–1985 för Rögle BK).

### Ishockeytränaren
Brithén var ursprungligen polis till yrket. Han studerade 1988–1991 vid Gymnastik- och idrottshögskolan, där han har examen från tränarprogrammet.
Brithén har arbetat som ishockeytränare för lag på olika nivåer. Hans främsta merit är från 2001–2002, då han förde Modo till silver i Elitseriens slutspel och som en följd av det fick motta ishockeyjournalisternas utmärkelse Årets coach 2002. Den påföljande säsongen med ett lag där flera tidigare spelare lämnat klubben blev emellertid mindre framgångsrik, och Brithén måste lämna laget mitt under säsongen.
Bland andra uppdrag för svenska seniorlag i de högre divisionerna kan nämnas att Brithén var huvudtränare 2003–2005 för det allsvenska laget AIK samt gjorde ett inhopp 2008–2009 som huvudtränare för Södertälje SK i Elitserien. Åren 1994–1996 var han huvudtränare för Linköping HC i Division 1. Under åren 1996–2001 var Brithén anställd av Danska ishockeyförbundet, bland annat som förbundskapten. Han har vidare tränat seniorlag i Storbritannien och Österrike. Under senare år har Brithén främst arbetat med ungdomshockey och spelarutveckling. Säsongen 2007–2008 var han huvudtränare för det svenska ungdomslandslaget U16 och 2014–2015 för det svenska ungdomslandslaget U18.
Brithén driver det egna företaget Brithén Coaching. Han har varit expertkommentator för Canal+.

### Politikern
Som lokalpolitiker är Brithén sedan 2010 medlem av kommunfullmäktige i Ängelholms kommun. Han har där representerat det lokala Engelholmspartiet, som han varit med om att grunda men lämnade 2016. Han har sedan fortsatt i lokalpolitiken som partipolitiskt obunden. 2015–2018 var han kommunfullmäktiges förste vice ordförande samt ledamot av kommunstyrelsen.

### Övrigt
Jim Brithén är far till ishockeyspelaren Ted Brithén samt ishockeytränaren Tim Brithén.